# Pholcus fengmeii
Espèce
Pholcus fengmeii est une espèce d'araignées aranéomorphes de la famille des Pholcidae.

## Distribution
Cette espèce est endémique du Liaoning en Chine,. Elle se rencontre dans le Fengcheng.

## Description
Le mâle holotype mesure 4,85 mm et la femelle paratype 5,83 mm.

## Systématique et taxinomie
Cette espèce a été décrite par Zhang, He et Yao en 2024.

## Étymologie
Cette espèce est nommée en l'honneur de Fengmei Mao (1949–2014).

## Publication originale
- Zhang, Wang, He & Yao, 2024 : « A new species of the Pholcus phungiformes species group (Araneae, Pholcidae) from Liaoning, China, with identification keys to four closely related species. » ZooKeys, vol. 1193, p. 171-179 (texte intégral).